# Kürzende Graphie
Kürzende Graphie ist jede im Vergleich zur Normalschreibung sinnidentische Verringerung der Schreibweise, sofern diese mit systemhaften Mitteln erreicht wird. Die Einschränkung „mit systemhaften Mitteln“ ist wesentlich, da vergleichbare Resultate auch durch Mischung von Mitteln verschiedener Schreibsysteme erzielt werden könnten. In Abgrenzung zum Terminus Abbreviatur ist hier anzumerken, dass er als jene spezifische Art von kürzender Graphie, die nicht über die Modifikation systemhafter Formen oder über deren Ersatz durch andere zustande kommt, zu interpretieren ist. Zusätzlich notwendige Unterscheidung ist die Opposition von orthographisch genormten vs. normwidrigen kürzenden Graphien. Während in den modernen Schreibsprachen sich der Zweck der kürzenden Graphie auf Effizienz und Übersichtlichkeit beschränkt, waren im Mittelalter die Texte nicht nur handgeschrieben, sondern auch zur offiziellen und zur überregionalen Verwendung bestimmt, wodurch Form und Formalia durch unterschiedlichste Motive bedingt worden sind. Folgende Kürzungsmöglichkeiten sind dabei zu unterscheiden:
1. Wechsel homonymer Grundgraphe,
2. Tachygraphen (Apostroph, Doppelakut, Doppelgravis usw.),
3. Ideogramme (numerische, metagraphische),
4. Sonderligaturen,
5. morphologische Variierung von Buchstaben,
6. Inskription und Inklusion,
7. Subskription,
8. Supraskription,
9. Tilgung von Wortteilen per contractionem oder per suspensionem.

Es ist anzumerken, dass hier der Begriff Tilgung lediglich im Sinne von Auslassen von Wortteilen und nicht als Rasur, Expungieren oder Streichen, zu verstehen ist. Die beschriebenen Kürzungsmittel werden einzeln wie kombiniert eingesetzt, insbesondere in der Ligaturschrift ab dem 13. Jahrhundert. An dieser Stelle ist anzumerken, dass die Kürzungsmittel in engstem Zusammenhang mit der paläographischen Entwicklung stehen, und auch deshalb ungleich auf die verschiedenen Schrifttypen verteilt sind. Bei gemischten Kürzungsschemata und reinen Hochstellungen wurde in unterschiedlichem Maße auf die supralineare Kennzeichnung verzichtet, da morphologisch gut geeignete Formen wie im Kyrillischen bei Hochstellung auch allein die Hervorhebungsfunktion erfüllen können. Das beschriebene Instrumentarium erlaubt verschiedene Intentionen und erfüllt mehrere Funktionen, wie z. B.:
1. Platzersparnis durch Zeilenauslastung,
2. Hervorhebung,
3. Klassifikation lexikalischer Einheiten,
4. Schriftverzierung aus ästhetischen Erwägungen.

Im Unterschied zu ähnlichen Mitteln heute wird kürzende Graphie in kirchlichen Texten weniger zwecks Effizienz und Ersparnis von Energie, Zeit, und Material eingesetzt, sondern eher aus anders gelagerten, mindestens gleichrangigen, Motiven, wie z. B. im Falle der Kürzung von heiligen Namen und Bezeichnungen (Nomina Sacra), bei der die klassifikatorische Funktion überdeutlich die Funktion der Platzersparnis durch Hochstellung von Teilen mehrerer Wörter dominiert. Zusätzlich kommt die ästhetische Funktion mit der hervorhebend-klassifizierenden Solchen dann in Überschriften und Subskriptionen zur Geltung. Die Wahl der zur Verfügung stehenden Mittel ist umfangreichen Regeln stets unterworfen. Insbesondere die altkirchenslawische kürzende Graphie ist überwiegend für bestimmte Wortgruppen festgelegt und wird zusätzlich u. a. durch Platzverhältnisse innerhalb der Zeile, durch Worttrennungsregeln und durch Zeichenmorphologie bestimmt. In diesem Zusammenhang stellt der Vorrang von ästhetisch-technischen, von semantischen und von lexemographischen Prinzipien im Rahmen der kürzenden Graphie deren wesentlichen Unterschied im Vergleich zur Normalgraphie mit alphabetisch-phonographischem System auf Basis Vorrang des Lautprinzips dar. Kürzungsschemata durch Supraskription und Tilgung erweisen sich als besonders effizient. Folgende Formen sind grundsätzlich zu unterscheiden:
1. reine Kontraktion,
2. Supraskriptionskontraktion,
3. reine Suspension,
4. Supraskriptionssuspension,
5. neutrale Supraskription.